# Valdestillas
Valdestillas es un municipio y localidad española de la provincia de Valladolid, en la comunidad autónoma de Castilla y León. El término municipal tiene una población de 1612 habitantes (INE 2024).

## Geografía
La localidad está situada a 20 km de Valladolid —en la ruta del Camino de Santiago de Madrid— y por ella pasa el río Adaja. Forma parte de la D.O. Rueda. Está situada a una altitud de 699 m sobre el nivel del mar.
| Noroeste: Villanueva de Duero | Norte: Viana de Cega | Noreste: Viana de Cega       |
| Oeste: Serrada                |                      | Este: La Pedraja de Portillo |
| Suroeste: Serrada             | Sur: Matapozuelos    | Sureste: Mojados             |

## Historia
A mediados del siglo XIX, la villa tenía contabilizada una población de 411 habitantes. Aparece descrita en el decimoquinto volumen del Diccionario geográfico-estadístico-histórico de España y sus posesiones de Ultramar de Pascual Madoz de la siguiente manera:

VALDESTILLAS: v. con ayunt. en la prov., aud. terr., c. g. y dióc. de Valladolid (4 leg.), part. jud. de Olmedo (4): sit. en llano, con buena ventilacion y saludable clima: tiene 140 casas; la consistorial con la escuela de instruccion primaria, á cargo de un maestro dotado con 1,650 rs. y las retribuciones de los discípulos; un pósito, sin edificio propio, con el fondo de 300 fan. de trigo; una igl. parr. (Ntra. Sra. del Rosario) servida por un cura y un beneficiado; en su torre se halla el reloj público: confina el térm. con los de Portillo, Viana, Mojados, Matapozuelos, Serrada y Villanueva: el terreno le baña el r. Adaja que tiene puente de 3 arcos de piedra; los franceses cortaron el del medio en la guerra de la Independencia, despues de la batalla de los Arapiles, pero se ha recompuesto de madera; hay 2 buenos pinares pertenecientes á los propios del pueblo: caminos: los locales, y las carreteras de Madrid á valladolid y de esta ciudad á Salamanca: correo: se recibe y despacha por el conductor del general, de Madrid á Burgos, y para su servicio hay una parada de postas, y otra para el de diligencias. prod.: cereales, legumbres, hortalizas, rubia, piñon, maderas y buenos pastos, con los que se mantiene ganado lanar, vacuno y mular. ind.: la agrícola y la monda y limpia del piñon. pobl.: 109 vec. 411 alm. cap. prod.: 1.800,760 rs. imp.: 180,076.
(Madoz, 1849, p. 296)

## Geografía humana

### Demografía
Cuenta con una población de 1612 habitantes (INE 2024).
| Gráfica de evolución demográfica de Valdestillas entre 1842 y 2021                                                    |
| |
| Población de derecho según los censos de población del INE. Población de hecho según los censos de población del INE. |

## Mapas

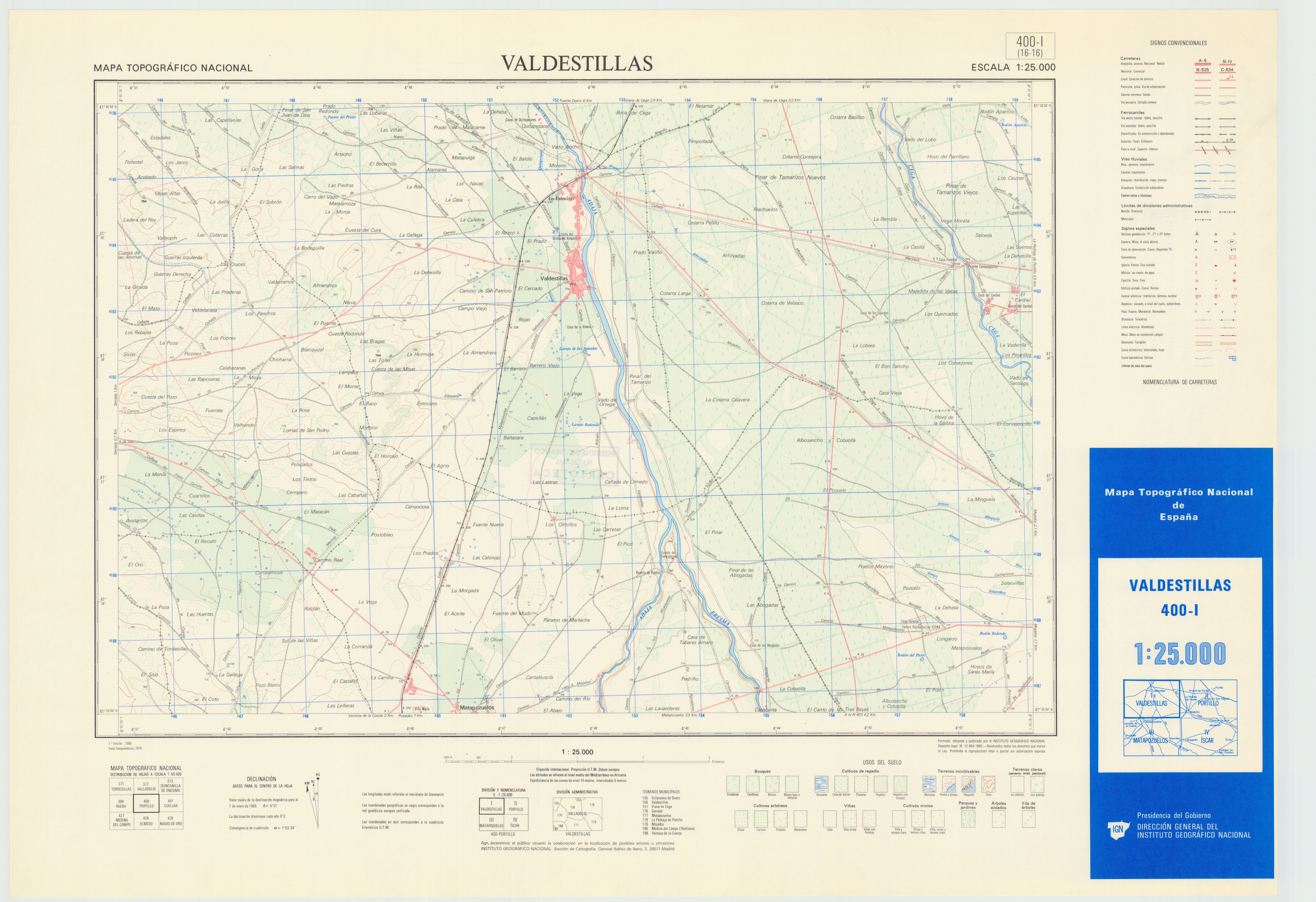
Mapa Topográfico del año 1985
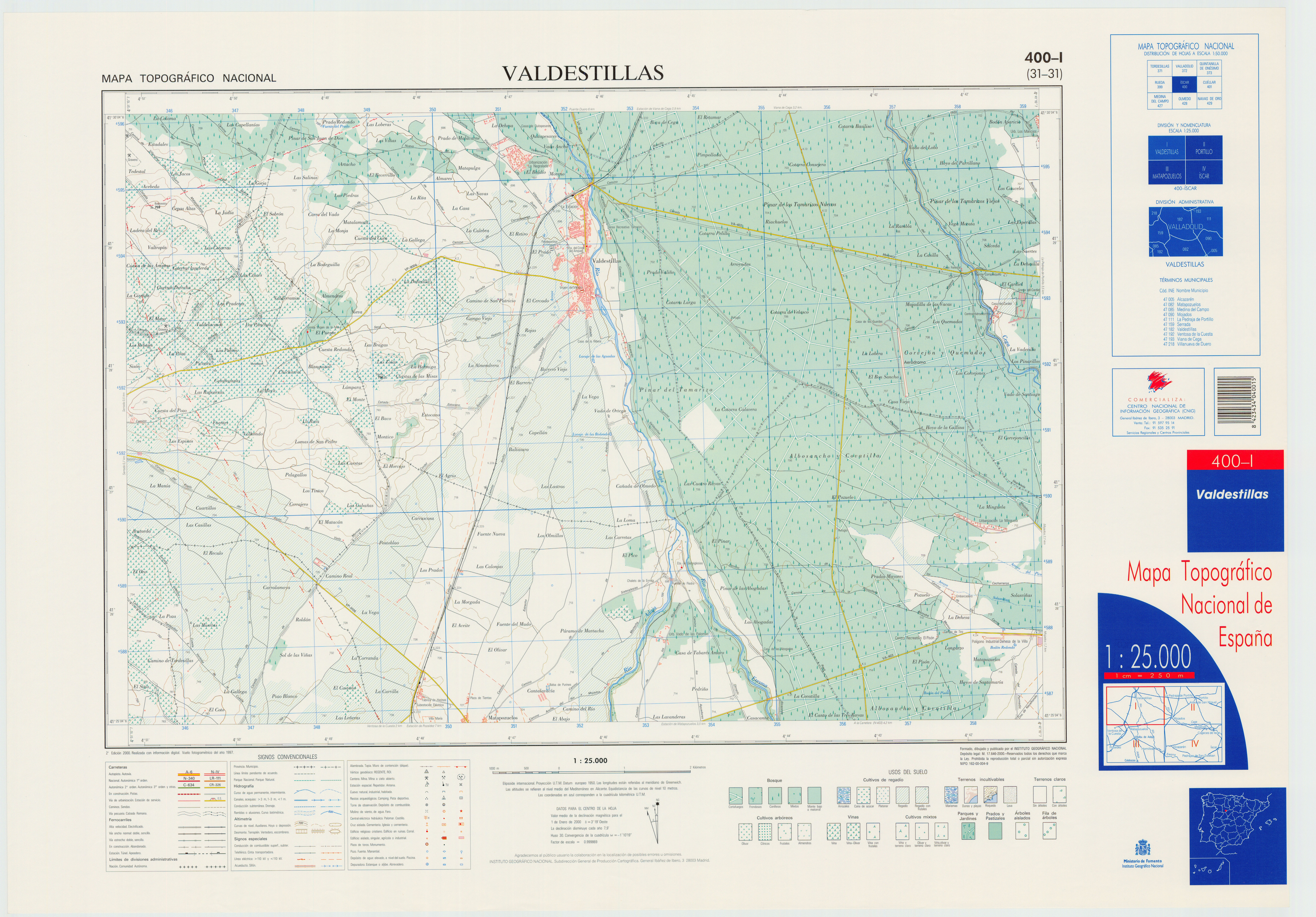
Mapa Topográfico del año 2000
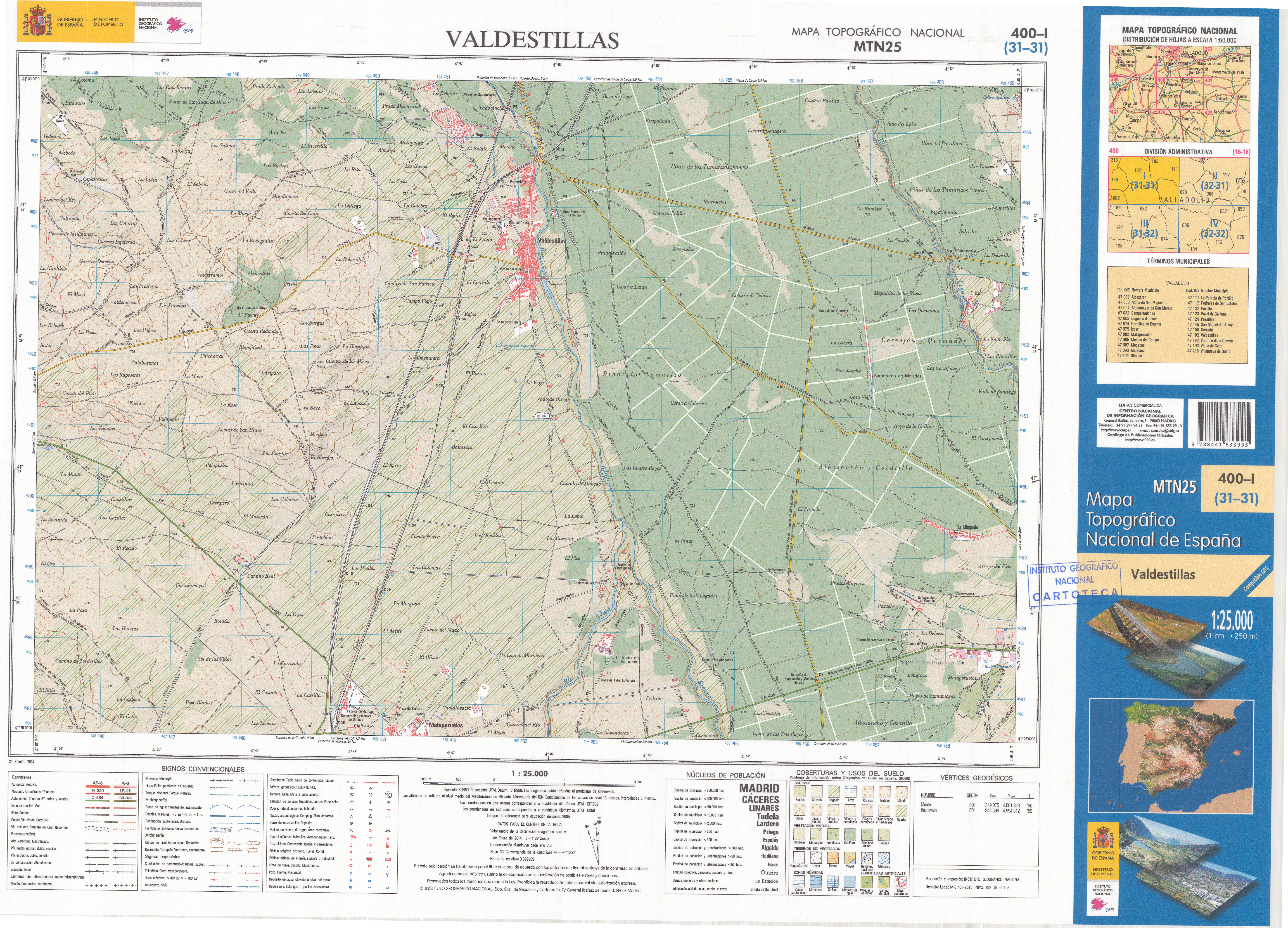
Mapa Topográfico del año 2014

## Símbolos
El escudo heráldico y la bandera que representan al municipio fueron aprobados oficialmente el 5 de abril de 1991. El escudo se blasona de la siguiente manera:

Escudo cortado. Primero de oro con un pino de su color, terrasado, acompañado de dos leones de púrpura afrontados atados a su tronco por una cadena de sable. Segundo, de sinople con un jarro de plata, salientes tres azucenas de lo mismo, cantonado de cuatro astillas de oro. Timbrado de la corona real.
Boletín Oficial de Castilla y León nº 70 de 12 de abril de 1991

La descripción textual de la bandera es la siguiente:

Bandera cuadra de color verde, con cinco astillas de oro, puestas en sotuer.
Boletín Oficial de Castilla y León nº 70 de 12 de abril de 1991